# Double nationalité
Pour le roman, voir Double Nationalité (roman).
La double nationalité, cas le plus fréquent de la multinationalité, est le fait de posséder simultanément deux nationalités.
La majorité des États du monde la reconnaissent ou la tolèrent[réf. à confirmer], en particulier en Europe[réf. à confirmer]. Ils se contentent de ne pas reconnaître la deuxième nationalité ou de ne pas en tenir compte lorsque la personne se trouve sur leur territoire (cas de la France, de l’Iran et du Mexique). D'autres enfin l'autorisent pleinement et simplement. 
Certains États l'interdisent expressément. Dès lors, soit leurs nationaux qui acquièrent une autre nationalité sont automatiquement déchus de leur nationalité précédente (ce fut le cas des Belges qui acquirent une autre nationalité — sauf la nationalité israélienne — de 1984 à 2007), soit ces États exigent une preuve que la personne qui acquiert leur nationalité a renoncé à sa nationalité détenue antérieurement. D'autres États, comme l'Algérie, ne l'interdisent que pour l'exercice de certains mandats politiques ou fonctions publiques.

## Autorisation et reconnaissance
En matière de double nationalité, autorisation ne veut pas dire reconnaissance. La majorité des pays autorisant la double nationalité, dont la France, ne la reconnaissent pas, c'est-à-dire qu'ils considèrent leurs citoyens comme possédant à un moment donné la seule nationalité du pays en question. Cela signifie que quelqu'un résidant dans un tel pays en tant que national (faisant usage, par exemple, de sa carte d'identité pour différentes formalités) est traité comme tel et ne peut se prévaloir de son autre nationalité pour bénéficier, par exemple, de mesures plus avantageuses réservées aux étrangers[réf. nécessaire].
En ce qui concerne les services consulaires, certains pays comme la France en accordent l'accès à tous leurs citoyens quel que soit leur statut dans le pays. D'autres, comme l'Iran ou le Mexique, refusent en principe l'accès des services consulaires à leurs citoyens s'ils résident en tant que nationaux dans le pays où se situe le consulat. Selon la Master Nationality Rule découlant de l'article 4 de la Conférence de la Haye de droit international privé, « un État peut refuser la protection diplomatique à l'un de ses citoyens contre un autre État dont ce citoyen possède également la nationalité »[réf. nécessaire].
Si un individu s'engage dans des activités politiques ou militaires dans un des pays dont il est citoyen, il le fait en renonçant à l'assistance des autres pays dont il est citoyen dans le cas où sa vie serait menacée[réf. nécessaire].

### Droit français
En France, toutefois, si la double nationalité n'est pas inscrite dans le droit français, elle est ancrée dans une longue tradition, comme le rappelait en mai 2011 à l'Agence France-Presse l'historien Patrick Weil : « La France a toujours accepté la double nationalité, comme le Royaume-Uni. Après la Première Guerre mondiale, lors de la réintégration de l'Alsace-Moselle dans la République française, certains Allemands installés dans la région voulaient devenir français tout en gardant aussi leur nationalité d'origine. Cela n'a posé aucun problème. » Selon Paul Lagarde, juriste spécialiste de la nationalité, « il y a des enfants qui sont des doubles-nationaux par filiation, c'est une hypothèse extrêmement courante, il y a une double liaison qui est parfaitement légitime... je ne vois pas pourquoi il faut les obliger à choisir, et pourquoi la volonté individuelle ici viendrait se substituer à un facteur de rattachement, qui est double par nature et qui rattache cet enfant à deux pays. »

## Droits et devoirs
Un citoyen multinational a la possibilité de détenir plusieurs passeports, ce qui peut faciliter le passage de frontières ou l'obtention de visas. Il peut parfois voter lors des élections nationales de ses différents pays de citoyenneté (si l'un des pays n'exige pas que les électeurs soient résidents permanents). Cela explique que la détention de plus d'une nationalité apparaisse parfois comme un privilège et comme une atteinte au principe d'égalité des droits entre les populations.
Le multinational doit respecter ses obligations dans chaque pays. Par exemple, en Belgique, le vote est obligatoire ; le citoyen américain résidant à l'étranger continue à payer des impôts aux États-Unis. La multinationalité crée ainsi des contraintes parfois inconciliables (ex. : service militaire).

## ArrêtNottebohmde la Cour internationale de justice
Dans son célèbre arrêt Nottebohm du 6 avril 1955,, la Cour internationale de justice a déclaré que les autorités du Guatemala pouvaient considérer comme allemand un ressortissant allemand qui venait d'acquérir la nationalité du Liechtenstein, considérant que cette nouvelle nationalité n'était pas effective. Ce faisant, la Cour n'a pas retiré à M. Nottebohm la nationalité du Liechtenstein et n'a donc pas annulé de normes ni d'actes émis par ce pays, mais s'est contentée de la rendre inopposable à un autre pays, en l'occurrence le Guatemala.

## Convention de Strasbourg de 1963 et Conseil de l'Europe
Le Conseil de l'Europe a édicté le 6 mai 1963 la Convention de Strasbourg, dont les objectifs étaient explicités dans les considérants préalables :
« Considérant que le but du Conseil de l'Europe est de réaliser une union plus étroite entre ses membres ;

Considérant que le cumul de nationalités est une source de difficultés et qu'une action commune en vue de réduire autant que possible, dans les relations entre États membres, les cas de pluralité de nationalités, répond au but poursuivi par le Conseil de l'Europe ;

Considérant qu'il est souhaitable qu'un individu qui possède la nationalité de deux ou plusieurs Parties contractantes n'ait à remplir ses obligations militaires qu'à l'égard d'une seule de ces Parties. »
À la suite de cette convention, toute acquisition d'une nouvelle nationalité (par naturalisation ou autre moyen) d'un des États contractants par un citoyen d'un autre État contractant devait en principe, hors exceptions, conduire à l'abandon automatique de la nationalité d'origine. Certaines exceptions pouvaient être admises, à la requête des États (par exemple pour le cas de « la déclaration souscrite par la femme en vue d'acquérir la nationalité du mari au moment et par l'effet du mariage », prévu dans l'annexe ; disposition dont on peut raisonnablement penser qu'elle visait à protéger les femmes d'éventuelles dissolutions de fait ou de droit du mariage et leur permettre ainsi de résider à nouveau dans leur pays d'origine en cas d'expatriation préalable). 
Certains États de la Convention ont toutefois passé un accord d'interprétation en 2007 leur permettant de « dénoncer à tout moment le Chapitre I de la Convention ». C'est ce qu'a fait la Belgique dès 2007 et la France en 2009. Dès lors, depuis le 5 mars 2009, l'acquisition volontaire de la nationalité d’un des États parties à cette convention par un ressortissant français n’entraîne plus de plein droit la perte de la nationalité française[réf. à confirmer]. Les États ayant signé cet accord ouvrant donc de plus larges possibilités de double nationalité s'ils décident de dénoncer cette partie de la Convention sont : l'Autriche, la Belgique, le Danemark, la France, l'Irlande, l'Italie, le Luxembourg, les Pays-Bas, la Norvège, l'Espagne, la Suède et le Royaume-Uni.

## Double nationalité en France
En Europe, et surtout en France, la plupart des binationaux le sont « d’origine », par le sang de leurs ascendants et par l’histoire.
Selon l'Institut national d'études démographiques (Ined), les binationaux représentent, en 2008, 3,3 millions de personnes, soit 5 % de la population de France métropolitaine âgée de 18 à 50 ans, dont 90 % sont immigrés ou descendants d'immigrés. Au total, en 2023, 21 % de la population française est soit née à l'étranger, soit née d'au moins un parent immigré. Près de la moitié des immigrés ayant acquis la nationalité française ont conservé leur nationalité d'origine. Les binationaux sont très rares chez les personnes originaires d'Asie du Sud-Est (moins de 10 %), tandis que plus des deux tiers des immigrés du Maghreb, 55 % des immigrés de Turquie et 43 % de ceux du Portugal combinent la nationalité française et celle de leur pays d'origine. Contrairement aux immigrés d'origine italienne ou espagnole, les personnes originaires des autres pays de l'Union européenne ont majoritairement recours à la double nationalité quand ils deviennent Français.
Certains Français d'origine marocaine, particulièrement ceux qui ont pris une distance avec certaines contraintes du mode de vie du pays d'origine, possèdent la nationalité marocaine à leur insu et ne le découvrent qu'en cas de visite à des parents, et sont légalement tenus de renouveler leurs papiers d'identité auprès d'un consulat du Maroc. Ainsi, un Français d'origine marocaine ne peut obtenir de carte de séjour dans le cadre d'une mission (par exemple un fonctionnaire français détaché) ou d'un travail au Maroc. Ce pays leur impose en effet une nationalité qui interdit de leur délivrer une carte de séjour et confère aux autorités locales un droit de regard sur la légalité d'une union (cas du mariage d'une nationale avec un non-musulman, tout Marocain non juif étant supposé musulman et tenu de l'être) ou la conformité du prénom des enfants. Les Français séjournant dans ce pays (dont de nombreux retraités français) sont donc soumis à un droit différent selon qu'ils sont ou non d'origine marocaine.[réf. nécessaire]
Les individus nés avec deux nationalités, qu’ils soient conscients ou non de leur « binationalité », bien souvent ne peuvent de toute façon pas y renoncer, tels les Franco-Algériens ou Franco-Tunisiens de naissance. Ainsi, le code algérien de la nationalité n’autorise pas le renoncement à la nationalité algérienne. Un individu né Algérien et Français, qui n’a donc pas accompli de démarche volontaire pour acquérir la nationalité française, n’entre pas dans le cadre de l’article 18 sur la perte de la nationalité du code de la nationalité algérienne. Le choix pourrait à la limite se faire au détriment de la nationalité française, puisque la répudiation est possible côté français. Le droit tunisien est encore plus restrictif et ne prévoit aucun mécanisme de renoncement délibéré à la nationalité. Seul le Maroc laisse en théorie la possibilité aux Marocains nés « binationaux » de perdre leur nationalité si, « ayant une nationalité étrangère d’origine », ils y sont autorisés « par décret » (article 19 du code de la nationalité).

## Interdiction totale

### Azerbaïdjan
L'Azerbaïdjan ne reconnaît pas la double citoyenneté. Un citoyen azerbaïdjanais qui acquiert une citoyenneté étrangère perd automatiquement la citoyenneté azerbaïdjanaise. Toutefois, il peut recouvrer la citoyenneté azerbaïdjanaise en soumettant une demande au président de la république d'Azerbaïdjan qui possède les pouvoirs de décision exclusifs dans un tel cas[réf. à confirmer],.

### République populaire de Chine
La Chine ne reconnaît pas la double citoyenneté. Selon la loi sur la citoyenneté de la république populaire de Chine, un citoyen chinois qui acquiert une citoyenneté étrangère perd automatiquement la citoyenneté chinoise.

### Géorgie
En Géorgie, les Géorgiens n'ont pas le droit d'avoir à la fois la nationalité géorgienne et une nationalité étrangère.

### Principauté d'Andorre
À Andorre, les Andorrans n'ont pas le droit d'avoir à la fois la nationalité andorrane et une nationalité étrangère. Il est obligatoire de renoncer à la nationalité d'origine dans un délai de cinq ans.

### République démocratique du Congo
L'article 10 de la Constitution de la république démocratique du Congo (« Congo-Kinshasa ») de février 2006 prévoit que « la nationalité congolaise est une et exclusive. Elle ne peut être détenue concurremment avec aucune autre ». L'article 1er de la loi de 2004 relative à la nationalité congolaise était déjà clair : « La nationalité congolaise est une et exclusive. Elle ne peut être détenue concurremment avec une autre nationalité. ». Ces dispositions ont été introduites à l'époque du régime mobutiste, la loi du 29 juin 1981 sur la nationalité zaïroise dispose que « la nationalité zaïroise est une et exclusive. Ce principe est affirmé à l’article 11 de la Constitution. Il n’est donc pas permis de détenir la nationalité zaïroise concurremment avec toute autre nationalité ».
Dans les faits, cet article est considéré comme inapplicable, anachronique, et contraire aux principes d'égalité de traitement.
Note : la république populaire du Congo (Congo-Brazzaville), dont les citoyens sont aussi appelés Congolais (ce qui peut créer une certaine confusion avec le Congo-Kinshasa), autorise la double nationalité (article 19 de la constitution).

### Japon
Au Japon, sous la loi japonaise, les adultes ne peuvent pas avoir plusieurs citoyennetés dont la japonaise. Cette situation est néanmoins tolérée dans le cas des enfants nés de deux parents de nationalité différente jusqu'à la majorité civile, à 20 ans. Le jeune concerné qui devient majeur doit se défaire de l'une de ses deux nationalités dans les deux ans.

### Inde
L'Inde n'autorise pas la double nationalité[réf. souhaitée], mais a mis en place la citoyenneté indienne d'Outre-Mer (en anglais : overseas citizenship of India, OCI)

## Tolérance partielle

### Allemagne
En Allemagne, une loi de juin 2014 permet à tous les Allemands d'origine étrangère d'obtenir la double nationalité. Jusqu'à présent, un jeune né de parents étrangers devait, à 23 ans, choisir entre garder son passeport d'origine ou l'échanger pour un allemand. Il peut désormais obtenir deux passeports, s'il a vécu huit ans dans le pays, ou y a étudié au moins six ans. La loi allemande sur la nationalité, modifiée en 2000, ne reconnaissait la double citoyenneté que dans des cas exceptionnels, tels que ceux ouverts par l'adoption, ou ceux concernant les ressortissants des pays de l'Union européenne et de la Suisse, ceci en référence de la loi sur la nationalité de 1913, notamment :

#### Adoption
Concernant l'adoption d'un Allemand par un étranger, selon l'article 27, « un Allemand perd sa nationalité lorsqu'il est adopté par un étranger et que l'adoption, valable selon le droit allemand, lui confère la nationalité de l'adoptant. »
Concernant l'adoption d'un étranger par un Allemand, selon l'article 6, « l'adoption valable selon le droit allemand et prononcée au profit d'un adoptant allemand confère la nationalité allemande à l'enfant qui, au moment de la requête d'adoption, n'a pas encore 18 ans révolus. L'acquisition de la nationalité s'étend aux descendants de l'enfant. »

#### Acquisition volontaire
Fondamentalement, il est nécessaire de renoncer à sa nationalité actuelle pour prétendre à l'allemande. Il existe cependant une exception concernant les ressortissants des pays de l'Union européenne et de la Suisse, qui peuvent conserver leur nationalité. Dans les autres cas, la double nationalité ne peut être accordée que s'il est impossible de déchoir une personne de l'actuelle ou lorsque les conditions ne peuvent être remplies qu'avec grande difficulté[réf. à confirmer].

### Autriche
En Autriche, la loi autrichienne permet à un enfant né de parents de nationalités différentes de détenir deux nationalités. 
En revanche, l'acquisition de la nationalité autrichienne par un ressortissant étranger implique de renoncer à sa nationalité d'origine dans un délai de deux ans, en vertu de la loi sur la citoyenneté (Staatsbürgerschaftsgesetz). La personne concernée pourra néanmoins conserver sa nationalité d'origine dans des cas exceptionnels, lorsqu'il sera considéré qu'il est dans l'intérêt de l'Autriche de procéder à une telle exception.

### Cameroun
Au Cameroun, la loi no 1968-LF-3 du 11 juin 1968, portant sur le code de la nationalité, dispose, chapitre IV, article 31 que « perd la nationalité camerounaise (…) le Camerounais majeur qui acquiert ou conserve volontairement une nationalité étrangère », cependant cette disposition ne s'applique pas aux femmes camerounaises qui épousent un conjoint étranger. La réintégration de la nationalité camerounaise (par exemple à travers la restauration) doit être sanctionnée par décret. Malgré cette interdiction, un certain nombre de personnalités camerounaises possèdent un deuxième passeport (Richard Bona, Prince Eyango, Samuel Eto’o, Roger Milla, etc.). Dans Le Principe de double nationalité au Cameroun, Eric Essono Tsimi considère que cette question n'étant réglée ni par la constitution ni servie par une jurisprudence constante rend la position du Cameroun incertaine. Les modalités floues de constatation de cette perte, le régime spécifique des femmes, la brièveté de cette loi d'une page, font du Cameroun un Etat sans véritable code de la nationalité. 

### Éthiopie
En Éthiopie, la législation éthiopienne prévoit explicitement la perte de la nationalité d'un ressortissant éthiopien qui prend une autre nationalité. Cependant, la constitution du pays[réf. à confirmer] prévoyant dans son article 6 que l'enfant d'un Éthiopien est de nationalité éthiopienne, les personnes qui acquièrent de par leur naissance une autre nationalité (soit qu'elle ait lieu dans un pays qui applique un droit du sol, soit que l'autre parent transmette aussi sa nationalité) peuvent être binationaux.

### Madagascar
À Madagascar, l'article 42 titre 3 chapitre 1 de l'ordonnance No 60 - 064 du 22 juillet 1960 précise : « Perd la nationalité malgache, le Malgache majeur qui acquiert volontairement une nationalité étrangère », mais n'est pas rigoureusement appliqué. On estime notamment à environ 12 000 à 13 000 le nombre de Malgaches résidents à Madagascar et qui possèdent la double nationalité française et malgache. Le nombre de personnes bénéficiant de la double nationalité et résidents en France est inconnu mais pourrait approcher les 50 000.

### Norvège
En Norvège, la double nationalité est normalement interdite, sauf :
- dans le cas de la naissance d'un enfant dont un parent a une autre nationalité ;
- dans le cas où un Norvégien acquiert une autre nationalité en épousant un étranger dont le pays prévoit la double nationalité automatique.

Cependant, l'Office de migration norvégien (UDI) a publié le 13 octobre 2017 un article indiquant la double nationalité sera autorisé en Norvège dans le futur. Le Storting a indiqué que l'autorisation sera introduite à partir du 1er janvier 2020. Les Norvégiens ayant perdu leur nationalité seront également capables de la récupérer, même s'ils vivent à l'étranger. Tant qu'aucune date n'a été fixée, le système actuel reste en vigueur. Les informations fournies par l'UDI peuvent également évoluer. En revanche, cette loi ne change pas le droit à l'UDI de déchoir un citoyen norvégien né en dehors du pays qui n'a pas vécu au moins deux ans en Norvège ou sept ans dans un pays membre du Conseil nordique avant ses 22 ans, à condition qu'il possède une ou plusieurs autres nationalités.

### Ukraine
L'Ukraine reconnaît une seule citoyenneté selon la Constitution de l'Ukraine.
Les citoyens ukrainiens qui obtiennent une nationalité étrangère ne perdent pas leur nationalité ukrainienne automatiquement, cette perte faisant l'objet d'une démarche et/ou un décret du président. Au contraire, pour les citoyens étrangers, il est obligatoire d’abandonner la nationalité étrangère avant l'acquisition de la nationalité ukrainienne ou dans un délai d'un an après, selon les traités signés avec le pays d'origine du ressortissant[réf. à confirmer].
En pratique, les pertes de nationalité sont très rares et aucune sanction n'est prévue pour la détention d'une multiple nationalité. Sur le territoire national, les bipatrides ukrainiens, peu importe leur nationalité d'origine, sont uniquement considérés comme citoyens ukrainiens.
Plusieurs projets de loi avaient été créés par le passé dans le but d'éliminer le flou juridique autour de la multiple nationalité en Ukraine (dont certains l'interdisant absolument comme celui proposé par Petro Porochenko en 2017), mais aucun n'avait été validé. Le projet de loi à l'étude en 2021 vise à permettre aux citoyens de déclarer leurs autres nationalités, autoriser la double nationalité avec les pays de l'Union européenne et l'interdire explicitement avec la Russie. Le contrôle sur la présence des nationalités étrangères chez les membres du gouvernement serait également voué à être renforcé.

## Interdiction totale dans le passé, actuellement supprimée

### Belgique
En Belgique, depuis l'entrée en vigueur de la « Loi Gol » de 1984 et jusqu'à la modification de 2008, le Belge qui acquérait volontairement une autre nationalité perdait celle belge.
En 2007, la Belgique dénonce la Convention de Strasbourg du Conseil de l'Europe du 6 mai 1963 ratifiée en 1991 et la législation belge est modifiée en 2008. Depuis, un Belge peut donc avoir la double nationalité ou même plusieurs nationalités. Cette modification n'a pas d'effet rétroactif, le Belge ayant perdu sa nationalité ne récupère pas automatiquement la nationalité belge et doit passer par une procédure de réintégration par voie judiciaire.

### Bolivie
En Bolivie, l'article 39 de la Constitution bolivienne de 1967 précise que « la nacionalidad boliviana se pierde por adquirir la nacionalidad extranjera, bastando para recobrarla domiciliarse en Bolivia exceptuando a quienes se acojan al régimen de nacionalidad plural en virtud de convenios que a este respecto se firmen. » (« La nationalité bolivienne se perd en acquérant une autre nationalité, suffisant, pour la recouvrer, de vivre en Bolivie, sauf pour ceux qui adoptent la double nationalité d'un pays possédant des accords bilatéraux avec la Bolivie »). 
En 2002, cet article a été modifié afin de permettre aux Boliviens de l'étranger d'acquérir la nationalité de leur pays de résidence : « La nacionalidad boliviana no se pierde por adquirir nacionalidad extranjera. Quien adquiera nacionalidad boliviana no será obligado a renunciar a su nacionalidad de origen ». « La nationalité bolivienne ne se perd pas en acquérant une nationalité étrangère. Celui qui acquiert la nationalité bolivienne ne sera pas obligé de renoncer à sa nationalité d'origine. »

### Fidji
Au Fidji, longtemps interdite, la double nationalité pour les ressortissants des Fidji est autorisée depuis un décret de 2009 (Citizenship of Fiji Decree). Les personnes obtenant une autre nationalité ne sont plus tenues de renoncer à leur nationalité fidjienne. Et les personnes ayant dû y renoncer pour cette raison dans le passé peuvent désormais retrouver leur nationalité fidjienne sans perdre leur seconde nationalité. Le gouvernement indique « deux principaux objectifs » pour cette mesure : inciter les expatriés à revenir investir aux Fidji, et, sur le plan humain, inviter notamment les expatriés âgés à revenir prendre leur retraite aux Fidji en pleine jouissance de leurs droits.

### Haïti
À Haïti, l'article 15 de la Constitution haïtienne précise que « la double nationalité haïtienne et étrangère n'est admise dans aucun cas ». Mais récemment, une version amendée de la Constitution de 1987 a été promulguée par le président Michel Martelly permettant aux Haïtiens vivant dans la diaspora en tant que citoyens de rester citoyens d'Haïti. Adoptée en 1987, la constitution avait été amendée et publiée en mai 2011, peu avant l'entrée en fonction du président Martelly, mais le document a été revu et corrigé « de concert avec les autres pouvoirs, législatif et judiciaire en raison de nombreuses " erreurs matérielles " découvertes dans le texte. »

### Taïwan
À Taïwan, un amendement à la Loi sur la Nationalité adopté en décembre 2016 par les députés a autorisé la double nationalité aux étrangers selon des critères stricts : le candidat doit avoir résidé sur l'île pendant au moins cinq ans, ainsi que disposer d'une expertise dans certains domaines (science et technologie, économie, éducation, arts et cultures, sports, autres) régulé par des clauses dans le journal officiel local. Les secteurs concernés sont ainsi des secteurs où le pays manque de talents (tourisme, énergies renouvelables, services financiers).
Cependant, les ressortissants du continent chinois (Macao et Hong Kong compris) ne sont pas concernés par cette mesure ; leur statut étant réglé par la « Loi gouvernant les relations entre les populations de la région de Taiwan et de la région du continent ».

## Tolérance partielle dans le passé, actuellement supprimée

### Danemark
La loi danoise interdisait la double nationalité à ses citoyens, sauf si un citoyen acquérait une autre nationalité de façon involontaire, par exemple, un enfant dont l'un des parents à une nationalité qui se transmettaient à la naissance, ou lors d'un mariage où l'un des époux reçoit la nationalité automatiquement. Le Danemark reconnait la double nationalité depuis le 15 septembre 2015. Cependant, un citoyen né en dehors du Danemark, ou n'ayant jamais résidé dans son pays perd sa nationalité automatiquement à l'âge de 22 ans, sauf si une demande de conservation a été faite à l'ambassade du pays de naissance. La déchéance ne s'applique pas si celle-ci aurait pour effet de rendre le citoyen apatride.

### Suède
La Suède autorisait ses citoyens à avoir une double nationalité, avec des restrictions, de la même manière que ses voisins la Norvège et le Danemark. L'interdiction partielle a été supprimée le 1er juillet 2001 et le régime est depuis très libéral. Cependant, comme pour les Danois, si un Suédois né en dehors du pays n'a jamais habité en Suède ou n'a jamais effectué de visites régulières montrant son appartenance au pays, il perd la nationalité suédoise lorsqu'il atteint l'âge de 22 ans, sauf si une demande a été déposée à l'ambassade du pays de naissance. La déchéance ne s'applique pas si celle-ci aurait pour effet de le rendre apatride.

## Interdiction limitée à certaines fonctions
Plusieurs pays interdisent aux mandataires politiques de détenir une autre nationalité que celle du pays où ce mandat est exercé, notamment l'Australie, la Bulgarie, la Dominique, la Jamaïque, le Kirghizistan et Taïwan. Le cas de la Dominique, de la Jamaïque et de quelques autres anciennes colonies britanniques des Antilles est toutefois particulier, dans la mesure où la nationalité d'un autre pays du Commonwealth n'est pas considérée comme un obstacle à l'exercice d'un mandat politique. Sans que cela ne soit formellement interdit, il semble que la fonction de gouverneur général du Canada soit incompatible avec la double nationalité, Michaëlle Jean ayant renoncé à sa nationalité française pour accéder à cette fonction,.

### Australie
En Australie, l'alinéa (i) de la section 44 de la Constitution australienne précise que « toute personne qui est soumise à toute reconnaissance d'allégeance, d'obéissance ou d'adhésion à une puissance étrangère, ou est un sujet ou un citoyen ou ayant droit aux droits ou privilèges d'un sujet ou d'un citoyen d'une puissance étrangère (…) sera incapable d'être choisi ou de siéger en tant que sénateur ou membre de la Chambre des représentants ». En d'autres termes, un double national ne peut pas être candidat à des élections fédérales.

## Dénombrement
La loi française n'oblige pas un citoyen à signaler à l'état civil qu'il possède une autre nationalité. Il ne peut donc pas exister de statistiques officielles. Cependant et depuis une loi du 16 juin 2011, lors de son acquisition de la nationalité française par décision de l'autorité publique ou par déclaration, l'intéressé indique à l'autorité compétente la ou les nationalités qu'il possède déjà, la ou les nationalités qu'il conserve en plus de la nationalité française ainsi que la ou les nationalités auxquelles il entend renoncer. Aucune sanction n'est prévue en cas de fausse déclaration.
Aux Pays-Bas, les administrations municipales mentionnent d'office la double nationalité, notamment à la naissance des enfants. Cette pratique a été remise en cause par des parlementaires de plusieurs partis, notamment fin 2010 : « les enfants de couples mixtes sont également enregistrés dans l’administration municipale comme Turcs ou Marocains. On craindrait par exemple une réaction du Maroc, pour lequel on reste toujours marocain »[réf. à confirmer].

## Critique du concept
Maître Eolas, avocat français spécialisé en droit de la nationalité, considère que la double nationalité n'existe pas. Selon lui, le mot est un abus de langage pour désigner des personnes ayant deux nationalités. À l'appui d'un exemple fictif, il explique qu'un individu disposant à la fois de la nationalité française et de la nationalité syldave n'est ni franco-syldave, ni syldavo-français, mais à la fois français et syldave.